# Ingegneria della felicità
Ingegneria della felicità è un libro di Silvio Ceccato, il cui titolo si ispira ad una definizione del premio Nobel Dennis Gabor. L'autore è convinto che l'infelicità dipenda da un cattivo uso della mente oltre che da una insufficiente conoscenza dei suoi principi di funzionamento. L'ingegnere della felicità cerca di risolvere i grandi e piccoli nemici che si celano nella mente e per fare questo elabora una macchina che ride, che recita, che scodinzola, che ama, che odia e così via. Il libro è un viaggio intorno agli elementi della cibernetica, dal linguaggio alla mente alle macchine.

## Edizioni
- Silvio Ceccato, Ingegneria della felicità, Rizzoli, 1985,  pp.144 , cap. 4.